# Mili (groupe)
Pour les articles homonymes, voir Mili (homonymie).
Mili est un groupe de musique indépendante japonaise fondé en août 2012 et composé de momocashew, Yamato Kasai, Yukihito Mitomo, Shoto Yoshida, Ame Yamaguchi et Ao Fujimori.    
Mili couvre les genres classique électronique, classique contemporain et post-classique et ne se limite pas aux chansons en japonais, mais également à des paroles anglaises et chinoises. En plus de publier leurs propres chansons, les œuvres de Mili sont également présentes dans divers supports tels que les jeux de rythme Cytus et Deemo, des vidéos commerciales et des animés. Certaines de leurs chansons ont été reprises par d’autres artistes. Mili est labellisé par Saihate Records.  

## Membres
Le groupe Mili est composé des cinq membres suivants. 
- Yamato Kasai ou HAMO - compositeur principal, arrangeur principal, sous-auteur, guitariste
- Cassie Wei ou momocashew - chanteuse, auteure principale
- Yukihito Mitomo - bassiste
- Shoto Yoshida - batteur
- Ao Fujimori - illustrateur, animateur

### Ancien membres
- Ame Yamaguchi - styliste, designer, directrice artistique. À rejoint Mili en mai 2014, est parti en août 2019 pour travailler sur des projets personnels[4]

## Historique
La liste ci-dessous n'inclut aucune des chansons listées dans la discographie.
| 2012 - Création (Août) - Contribution à Sound On Our Palms -TENORI-ON Compilation- (28 octobre) - Apparition dans Cytus (Novembre) - Composition de morceaux pour "Kaitai no Zōkei" (Décembre) | 2013 - Musique pour une vidéo commerciale de Ricoh (2 septembre) - Musique pour Yamayuri (17 septembre) - Effets sonores pour "A lighthouse and a lilium auratum" et "A flower sings" (17 septembre) - MuNiCa - Cry of Pluto apparaît au Tokyo Game Show de 2013 (27 septembre) - Apparition dans Deemo (13 novembre) - Musique arrangée pour le jeu vidéo de Sakevisual Jeu vidéo otome Backstage Pass (30 novembre) - Composition d'un morceau arrangé pour le Voice Comic "Gomen ne" (13 décembre) | 2014 - Référencé sur ARTISTCROWD (8 janvier) - Musique pour "Ye Hu Ba Zhong Zou+" (8 mars) - Bande son pour la vidéo commerciale de Toto's Washlet (Juin) - Musique pour Fuji Kyuko's La ville de Gaspard et Lisa (26 juin) - Arrangement sonore pour le 2e album de Ferri "∞": "rusty chandelier" et "eternal return" (5 novembre) |

| 2015 - Musique pour la vidéo commerciale Combi "Branding Movie" (Janvier) - Arrangement pour le 1er album DAOKO "DAOKO": "Nai Mono Nedari" (25 mars) - Arrangement et composition pour le morceau collaboratif avec Kana Hanazawa (Astell&Kern's AK100II), "Tadoritsuku Basho" (Août) | 2016 - Musique pour l'animé Bloodivores, "NENTEN" (Octobre) - Concert Live (du 5 au 12 novembre) | 2017 - Mini live "15158775" (イチゴ壱号バナナ七号, Ichi Go Ichi Gō Banana Nana Gō) (27 mai, 11 et 24 juin) - Apparition au Summer Sonic 2017 (18 août) - Concert Live des 5 ans du groupe "Mag Milk All Songs" (30 septembre, 1er, 9 et 11 octobre) |

| 2018 - Concert Live 2018 "Mommy, Where's My Left Hand Again?" à Osaka (19 mai), Nagoya (20 mai), Taipei, Taiwan (9 juin), Tokyo (15 juin), Guangzhou (8 novembre), Beijing (10 novembre) et Shanghai (11 novembre), - Opening de l'animé Goblin Slayer, "Rightfully" (Octobre) - Apparition au C3AFA 2018 de Singapour (2 décembre) | 2019 - Mili 1st Live 2019 "Mother Ship Gi6pon" (双島乳業) (3 février) - Responsable de la musique pour le drama de Fuji TV : Yuri Dano Kan Dano (Mai) - Nouvelle musique, "Sloth" (Septembre) - Artiste invité au Festival d'Anime Asie : I LOVE ANISONG Matsuri Malaysia 2019 (8 et 9 juin) - Mili Tour 2019-2020: AJIWAIIAJI (Décembre 2019 – Janvier 2020) | 2020 - Musique pour le film d'animation Goblin Slayer: Goblin's Crown, "Static" (Février) - Musique pour la webserie animée Ghost in the Shell: SAC 2045, "sustain++" (Février) - Musique pour le jeu mobile Mahōtsukai no Yakusoku, "Cast Me a Spell" (Avril) - Musique pour la série animée Gleipnir, "Rain, body fluids and smell" (Avril) - Responsable de la musique du jeu Ender Lilies (en) (Septembre) - Musiques pour le jeu vidéo Library of Ruina (Mai) |

| 2021 - Album pour le jeu vidéo Library of Ruina, "To Kill a Living Book -for Library of Ruina-" (Octobre) - Chanson pour le jeu vidéo Limbus Company, "In Hell We Live, Lament" (Novembre) | 2022 - Chanson pour le jeu vidéo Welcome to Dreamland, "Sideshow Duckling" (Février) - Opening du jeu vidéo Thy Creature, "My Creator" (Février) - Chanson pour la deuxième partie du jeu mobile Mahōtsukai no Yakusoku, "Skin-Deep Comedy" (Mars) - Opening de l'adaptation animé de The Executioner and Her Way of Life, "Paper Bouquet" (Avril) - Ending de l'adaptation animée de Vermeil in Gold, "Mortal With You" (Juillet) |

## Discographie
(avril 2023).

### Single
| Date de sortie | Titre      | Numéro de produit                                                          | Meilleur classement Oricon | Page officielle                                 |
| --- | ---------- | -------------------------------------------------------------------------- | -------------------------- | ----------------------------------------------- |
| 5 décembre 2018 | Rightfully | SNCL-00020 ~ 00021 (édition spéciale) SNCL-00022 ~ 00023 (édition limitée) | 24                         | projectmili.com/rightfully-special-site-english |
| Liste des pistes |            |                                                                            |                            |                                                 |
| 1. Rightfully (opening de l'animé Goblin Slayer) 2. Mob Mentality 3. Region 4. Though Our Paths May Diverge 5. Rightfully (instrumentale) |            |                                                                            |                            |                                                 |

### Album
| Date de sortie | Titre             | Numéro de produit                                             | Meilleur classement Oricon | Page officielle                     |
| --- | ----------------- | ------------------------------------------------------------- | -------------------------- | ----------------------------------- |
| 17 septembre 2014 | Mag Mell          | SIHT-1001(Limited Edition) SIHT-1002(Regular Edition)         | 31                         | projectmili.com/mag-mell/           |
| Liste des pistes |                   |                                                               |                            |                                     |
| 1. A Turtle's Heart 2. Nine Point Eight 3. Utopiosphere 4. Friction 5. Chocological 6. YUBIKIRI-GENMAN 7. Sacramentum:Unaccompanied Hymn for Torino 8. Ephemeral 9. Imagined Flight 10. Fable 11. Rosetta 12. Maroma Samsa 13. Witch's Invitation |                   |                                                               |                            |                                     |
| 12 octobre 2016 | Miracle Milk      | SIHT-1004(Limited Edition)                                    | 12                         | projectmili.com/miracle-milk-en     |
| Liste des pistes |                   |                                                               |                            |                                     |
| 1. Red Dahlia 2. Ga1ahad and Scientific Witchery 3. RTRT 4. Unidentified Flavourful Object 5. Meatball Submarine 6. Vulnerability 7. Nenten (与我共鳴-NENTEN-) 8. Bathtub Mermaid 9. Cerebrite 10. Space Colony 11. world.execute(me); 12. Utopiosphere -Platonism- 13. Painful Death for the Lactose Intolerant 14. YUBIKIRI-GENMAN -special edit- 15. Sl0t 16. Past the Stargazing Season 17. Colorful 18. Komm, susser Tod (une des musiques du film The End of Evangelion) 19. Shitty Flowers (morceau caché) |                   |                                                               |                            |                                     |
| 24 avril 2018 | Millennium Mother | SNCL-00016~00017(Limited Edition) SNCL-00018(Regular Edition) | 4                          | projectmili.com/millenniummother-en |
| Liste des pistes |                   |                                                               |                            |                                     |
| 1. Boys in Kaleidosphere 2. Camelia 3. Summoning 101 4. Vitamins feat. world's end girlfriend 5. Lemonade 6. Milk (奶水) 7. world.search(you); 8. Mushrooms 9. Gertrauda 10. TOKYO NEON 11. Extension of You 12. Mirror Mirror 13. With a Billion Worldful of <3 feat. DÉ DÉ MOUSE 14. Every Other Ghost 15. Fossil 16. Rubber Human 17. Excαlibur 18. Let the Maggots Sing 19. Nine Point Eight -special edit- 20. Still Alive (cover)                                                                           |                   |                                                               |                            |                                     |

### Mini Album
| Date de sortie                                                                              | Titre | Numéro de produit | Meilleur classement Oricon | Page Officielle        |
| ------------------------------------------------------------------------------------------- | ----- | ----------------- | -------------------------- | ---------------------- |
| 24 mai 2017                                                                                 | Hue   | SNCL-00001        | 25                         | projectmili.com/hue-en |
| Liste des pistes                                                                            |       |                   |                            |                        |
| 1. Rubber Human 2. world.search(you); 3. DK 4. Ikutoshitsuki (幾年月) 5. Opium 6. Excαlibur |       |                   |                            |                        |

### Autres
| Date de sortie   | Titre                                   | Page Officielle                                                          | Remarque                                        |
| ---------------- | --------------------------------------- | ------------------------------------------------------------------------ | ----------------------------------------------- |
| 28 octobre 2012  | Chocological                            | project-mili.bandcamp.com/track/chocological                             | Inclus dans la compilation "Music On Our Palms" |
| 7 avril 2013     | MuNiCa - Cry of Pluto [Bande Originale] | project-mili.bandcamp.com/album/munica-cry-of-pluto-original-sound-track |                                                 |
| 27 novembre 2013 | H△G×Mili                                | project-mili.bandcamp.com/album/h-g-mili                                 | Colloboration avec H△G                          |
| 22 décembre 2014 | Holy and Darkness 1                     |                                                                          | Colloboration avec Tasuku Arai                  |
| 9 mai 2015       | H△G×Mili vol.2                          | project-mili.bandcamp.com/album/h-g-mili-vol-2                           | Colloboration avec H△G                          |